# Chille de la balanza
Chille de la balanza è una compagnia di teatro di ricerca fondata da Claudio Ascoli a Napoli nell'ottobre 1973.
Dal 1998 risiede a San Salvi, ex-città manicomio di Firenze, dove porta avanti progetti di teatro e dal 1999 promuove la valenza storica, architettonica, paesaggistico-ambientale dello spazio di San Salvi.

## Origine del nome
I Chille de la balanza iniziano il loro percorso di ricerca attraverso un recupero delle tradizioni napoletane. Il nome, “chille de la balanza”, nasce infatti dalla tradizione popolare napoletana e sta a significare quelli della bilancia. "Chille de la balanza" erano venditori di frutta ed ortaggi che tra la fine del 1600 e gli inizi del 1700 andavano per le strade del Centro Antico vendendo le loro mercanzie e raccogliendo storie ed aneddoti che avrebbero poi rinarrato la sera nelle osterie davanti ad un bicchiere di vino. I venditori ambulanti agivano in più zone: potevamo trovare chille della stadera, chille de lu sciore e appunto chille de la balanza.
La compagnia scelse quest'ultimo "chille de la balanza" come nome, poiché la sua prima sede, il "Teatro, comunque.",  si trovava in via Port'Alba, 30, nella zona dei venditori chille de la balanza.

## Storia e percorso di ricerca

### Il "Teatro, comunque."e il Teatro in Strada
La prima sede della compagnia è il "Teatro, comunque." a Napoli.
Partendo dal recupero delle tradizioni napoletane, l'interesse dei Chille si sposta presto sulle avanguardie del XXesimo secolo.  Alla fine degli anni '70 la compagnia lavora su autori quali Apollinaire e Tzara e nasce la collaborazione e l'amicizia con autori quali: Henri Béhar, Michel Décaudin e Pierre Caizergues.
Contemporaneamente si sviluppa una forte attenzione sul teatro di strada, ancora considerato non proprio teatro, ma piuttosto una sorta di evento-festa da riservare a clownerie circensi e all'improvvisazione. I Chille lo trasformano in altro: la loro ricerca è stata non tanto uno sviluppo del teatro di strada, bensì del teatro in strada: venivano narrate in forma teatrale delle storie, storie con personaggi e una struttura dove c'era sì interazione con lo spettatore, ma tutto si svolgeva con una netta distinzione tra attori e spettatori, al contrario del tipico teatro di strada dove questa distinzione veniva spesso a mancare in virtù di una partecipazione inclusiva. Si trattavano dunque di opere teatrali che al posto di svolgersi nel classico teatro al chiuso, spesso all'italiana, si svolgevano in un luogo urbano.
Questa ricerca è dettata dalla necessità di esplorare gli spazi e di abitarli in forme differenti, non canoniche, affinché si possa uscire da uno schema predefinito per scoprirne uno nuovo, sempre diverso. Nella scoperta di uno spazio vi è anche la scoperta reciproca di persone che altrimenti non si sarebbero incontrate: i commedianti che attraverso il teatro in strada raggiungono un pubblico differente da quello in sala, e lo spettatore che incontra attori che altrimenti non avrebbe mai conosciuto.
Come moderni commedianti d'arte portano i loro spettacoli in tutta Europa, raccogliendo particolari successi in Germania, Spagna e soprattutto Francia, dove incontrano Mario Dondero ed iniziano a sperimentare l’utilizzo di architetture gonfiabili, opere di Hans-Walter Müller, con il quale iniziano una collaborazione che durerà oltre quindici anni.

### Il Teatro d'Aria

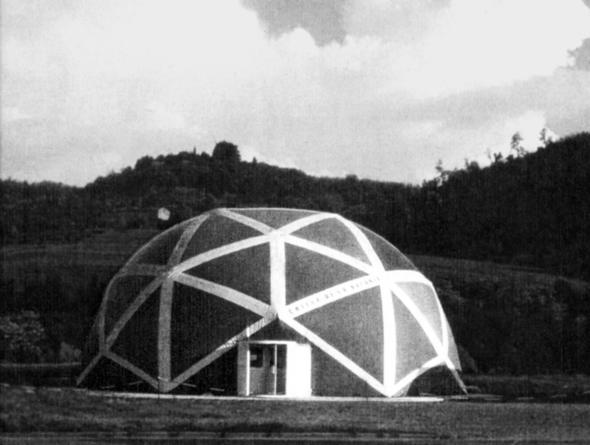
Il Teatro d'Aria a Pontassieve. Foto e opera di Hans-Walter Müller.

Nel 1985 la compagnia si trasferisce a Pontassieve, in Toscana, dove viene realizzato insieme a Hans-Walter Müller un singolare complesso che racchiude in un luogo unico un laboratorio, una casa-residenza e un teatro, chiamato Teatro d'Aria.
Claudio Ascoli: «Hans-Walter Müller, il creatore del nostro Teatro d'Aria a Pontassieve, in provincia di Firenze, nel 1985, diceva che la bellezza delle strutture gonfiabili è che non c'è un dentro e un fuori, chi è dentro è fuori e chi è fuori è dentro: non ci sono mura, la superficie si sposta di continuo. La soglia è il punto in cui spinte di senso e direzioni opposte tra loro generano energia. Faccio spesso l'esempio del silenzio secondo i Veda: nella loro cultura è l'intervallo tra il "sì" e il "no". Apparentemente non c'è niente, invece ci sono due forze che si scontrano l'una con l'altra. La soglia di cui parliamo non è stare fermi, è muoversi in una doppia direzione, senza la preclusione di quale scegliere. La variabile sono i corpi che entrano ed escono. Loro determinano il cambio di qualità della soglia».
Il Teatro d'Aria era stato pensato proprio per essere totalmente modulabile, ridefinibile, proiettabile; il contenitore ed il contenuto dovevano essere completamente trasformabili, sempre.
Dopo qualche anno l'esperienza dei Chille al Teatro d'Aria termina a causa di lavori da parte del Comune sul territorio su cui sorgeva il teatro, che ne determina l'abbattimento. In quegli anni prosegue comunque la ricerca sulle Avanguardie, ed i Chille lavorano al Teatro della Compagnia di Firenze e al Teatro 13.

### Teatro 13
Nel 1993 la compagnia inizia una collaborazione-convenzione con il Comune di Firenze ed il Quartiere 2 e, nel piccolo teatro art-déco, il Teatro 13. Prendono vita produzioni dallo studio di lavori di Vitrac, Tzara, Malespine, Ribemont-Dessaignes e Artaud.
Durante il periodo al Teatro 13 i Chille de la balanza svolgono inoltre diverse attività in collaborazione con l'Istituto Francese di Firenze.

### San Salvi

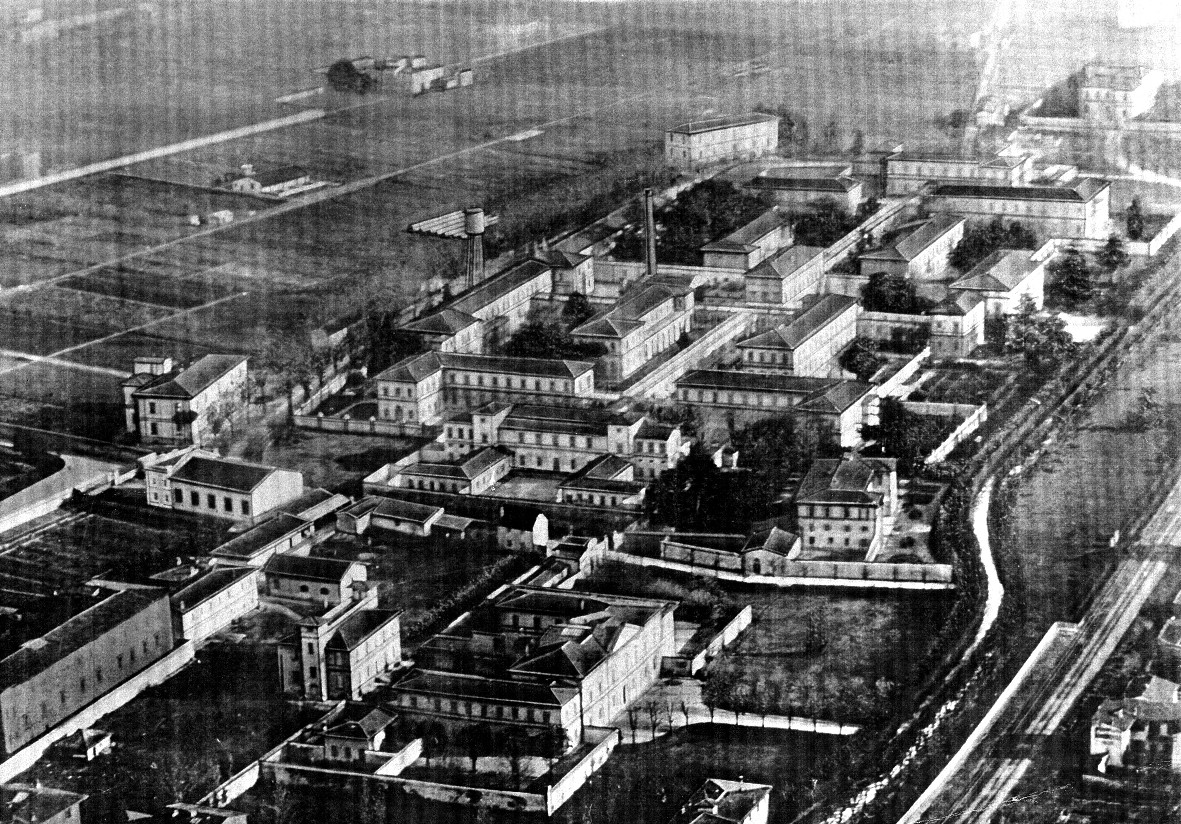
San Salvi negli anni '20. Ripresa aerea.

Nel 1997, quasi per caso, i Chille de la balanza si ritrovano a San Salvi, ancora città manicomio di Firenze, lavorando ad un progetto su Antonin Artaud, "Van Gogh il suicidato della società" e, cercando uno spazio particolare dove rappresentarlo, incontrano Dana Simionescu, operatrice de La Tinaia da molti anni. Inizia una collaborazione con gli operatori e gli ospiti del luogo, dai quali i Chille si fanno ben volere: il progetto è un successo. Il dottor Carmelo Pellicanò, ultimo direttore dell'ex ospedale psichiatrico, decide di associare all'uscita dell'ultimo ospite nel 1998, l'ingresso della città, favorendo così la nascita di un presidio culturale permanente. La compagnia così si stabilisce al padiglione 16 di San Salvi. Questa idea è collegata a un progetto di riabilitazione e riqualificazione dello spazio di San Salvi, chiamato San Salvi Città Aperta.
Il periodo di San Salvi rappresenta il momento di maggiore visibilità e produzione progettuale per i Chille de la balanza. Tra gli spettacoli più importanti non si possono non citare quelli su Artaud, Baudelaire, Campana, Cervantes-Don Chisciotte e Chlebnikov, strettamente connessi al luogo, ma anche La trilogia della Vita (Kamikaze 2002, Macerie 2003, Paure 2004) e I percorsi su Kafka (Il Castello 2006, Amerika 2007, Il Processo 2008), Pavese (2006, 2007, 2008), Pasolini (P.P.P. Me ne vado 2009), Don Milani (Lettera a una professoressa 2011, 2017 e 2023) e quello su Brecht (Teste tonde e teste a punta, Dialoghi di profughi 2019).
La Passeggiata di e con Claudio Ascoli, ideata nel 1999 e tuttora in replica, con oltre 60000 visitatori, è forse lo spettacolo che ha ottenuto più successo. Questo singolare evento ha accompagnato il percorso di riappropriazione da parte dei cittadini di un luogo. È stata riconosciuta come Passeggiata patrimoniale da UNESCO e Consiglio d'Europa così come definita dalla Convenzione di Faro del 2005.
Nel 2021 La Passeggiata, in un progetto con il Comune di Firenze, è diventata un docufilm, Passeggiando a San Salvi, con la regia di Marco Triarico.
In seguito, nel 2015, vi è la partecipazione al progetto Case Matte, di Teatro Periferico: un viaggio in dieci degli ex-manicomi d'Italia e vincitore del Premio nazionale di Rete critica come miglior progetto teatrale 2015. Il progetto si è proposto di coniugare le esigenze della memoria con la necessità di una riqualificazione dello spazio e la creazione di relazioni tra le persone. I Chille hanno poi prodotto Passeggiate in molti altri ex-manicomi italiani tra i quali Trieste, Gorizia, Udine, Fermo, OPG Napoli, analizzando ogni volta la storia e l’oggi delle singole realtà.
La compagnia è impegnata anche nella realizzazione di laboratori per la produzione di nuovi spettacoli sul tema della salute mentale e del rapporto tra Arte e Follia, tra cui Il manoscritto di Augusta F. e Non si raccontano barzellette sui matti di e con Sissi Abbondanza, Siete venuti a trovarmi? e Il giorno che è sprovvisto il maggior penetro di e con Matteo Pecorini.
Con i Chille si sono formati negli anni molti attori, tra i quali Antonino Iuorio (Premio Ubu), Iacopo Braca e Sara Bonaventura del Teatro Sotterraneo(Premio Ubu); Francesco Chiantese dell'Accademia Minima, Benno Steniegger (Codice Ivan).
Negli anni della pandemia la compagnia ha prodotto spettacoli ed eventi di assoluto rilievo, tra i quali segnaliamo Napule ’70 (2020) produzione n. 100 dei Chille da cui è nato il ducufilm di Marco Triarico: Riflettendo Napule ’70, La peste e il mondo è una unità si voglia o non si voglia (2021).
Il 2022 è l’anno del progetto Walser con la messinscena da La passeggiata, delle produzioni da Artaud-Thomas Voglio solo cercare di essere felice e da Pasolini E’ un brusìo la vita.
Il 2023 prosegue lo studio su Rober Walser con la produzione "Il Brigante" tratto dall'omonimo romanzo dell'autore. Il 2023 è anche l'anno che nel centenario della sua nascita, i Chille decidono di dedicare alla figura di Don Lorenzo Milani con un ricco festival dal titolo "I CARE. Don Milani 100".
Sempre nel 2023 ha preso il via il progetto per la realizzazione di un presidio culturale presso l’ex manicomio di Arezzo, in collaborazione con l’Università di Siena – Arezzo. In tale ambito hanno prodotto la “Passeggiata-spettacolo” Le voci dei tetti rossi. 
Ma il 2023 è anche l’anno in cui la Compagnia ha compiuto i suoi "primi" 50 anniIn tutt'Italia ci sono stati festeggiamenti, anche per la particolarità del percorso dei Chille che da ben 25 anni vive nella rigenerazione-restituzione ai cittadini dell'ex-manicomio di Firenze: fatto unico in Italia. 
Il 2024 è l’anno di due centenari davvero significativi: quello della morte di Franz Kafka, cui i Chille hanno dedicato un percorso di laboratorio e la produzione di uno spettacolo intitolato semplicemente “Kafka”, e l’altro – per i Chille assolutamente imprescindibile – della nascita di Franco Basaglia. 
La compagnia ha dato vita ad un lungo percorso iniziato già a marzo con la produzione dello spettacolo MANICOMIO, ADDIO! Contro tutti i muri. Franco Basaglia e Franca Ongaro Basaglia – di e con Claudio Ascoli e Sissi Abbondanza, e con Salomè Baldion e Sara Tombelli,- che sarà poi proposto nelle principali città italiane. Lo spettacolo mette in scena testi dalla “Conferenze brasiliane” di Franco Basaglia e da “Una voce” di Franca Ongaro.  
L’11 marzo poi, nel giorno del centenario, i Chille hanno donato alla città di Firenze il Marco Cavallo del XXI secolo, grande scultura in plastica riciclata, creata dall’Artista Edoardo Malagigi a partire da un disegno di Leonardo da Vinci per una statua equestre per gli Sforza, mai realizzata. Il Marco Cavallo del XXI secolo è da allora il simbolo del percorso di rigenerazione di San Salvi. Nei mesi di giugno e luglio i Chille hanno realizzato il Festival FRANCO BASAGLIA 100 presentando spettacoli, incontri, proiezioni di films, libri… Vi hanno preso parte le figure più rappresentative della rivoluzione basagliana in Italia e non solo.  

## Poetica
Il luogo e il corpo sono, da sempre, materia da esplorare e conoscere. 
Claudio Ascoli: «I luoghi sono spazi infettati positivamente dai corpi. Nel mondo contemporaneo tutto ciò che viene prodotto tende a ridurre il luogo a spazio, volume, mentre il nostro lavoro di teatranti è fare da catalizzatori proprio del passaggio da spazio a luogo. Il nodo è riuscire a mettere insieme la propria visione della società con la centralità della persona. In questo senso, il nesso con Franco Basaglia è straordinario: ti permette di capire che questi due piani sono dialoganti, pur con tutte le difficoltà del caso. [...]».
Scardinare senso di sicurezza, trasformazione del luogo, prendersi cura del luogo e delle persone: attorno a questi temi ruota la poetica dei Chille.
«Il teatro dei Chille è semplicemente e soltanto un teatro degli affetti. Nei termini che l’unica cosa che renda possibile tutto questo insieme impossibile, questo dis-equilibrio permanente, esplosivo, ridondante è una vita di affetti. Come fai altrimenti a vivere tutto questo? Che possibilità hai di mettere insieme uno smembramento, uno svuotamento, un tornare dentro, uno star leggero, un danzare, un perdersi, un non accontentarsi, un non accumulare nulla, un continuo buttare via e rifondare pur in presenza di una memoria viva? Come fai, se non hai la sicurezza, nel tuo corpo, ti un affetto che ti invada?… Ma l’affetto è faticoso, richiede attenzione costante e continua, tensione, dedizione, quotidiana costruzione di una traiettoria comune.»

## Arte Irregolare
I Chille de la balanza sono particolarmente attenti alla cosiddetta Arte irregolare, soprattutto dopo la frequentazione con La Tinaia. Non è un caso quindi la nascita nel 2019 di un Festival dedicato all’Arte irregolare, irregolART, al cui centro si collocano le opere e la vita di Francesco Romiti, presentate in una importante esposizione e in un ricco catalogo che si avvale dei contributi di Tomaso Montanari e Eva di Stefano.

## Pubblicazioni
- Teatro, Comunque – L’universo creativo dei Chille de la balanza da Napoli al “mondo” di San Salvi, di Costanza Lanzara e foto di Mario Dondero, Stefano Buonamici, Fabio Donato, Massimo Agus, Isaia Iannaccone, Morgana Edizioni, 2007.
- I tetti rossi: San Salvi da Manicomio a Libera Repubblica delle Arti; Proposte e riflessioni per una memoria viva, a cura di Chille de la balanza compagnia teatrale, Edizioni Polistampa, 2009.
- Ho disegnato lettera a una professoressa, di Monica Fabbri (SignoraB), a cura di Chille de la balanza compagnia teatrale, La conchiglia di Santiago, 2017.
- Pazzi di libertà. Il teatro dei Chille a 40 anni dalla legge Basaglia, di Brighenti, Clemente, Corleone, D'Arco, Dell'Acqua, Orefice, Pellicanò, Pacini Editore, 2018.
- Umani. Francesco Romiti a cura di Sissi Abbondanza, Cristina Giaquinta e Paolo Lauri. Mandragora Editore, 2019.
- https://www.chille.it/libro-napule-70/[collegamento interrotto],  di Matteo Brighenti e Claudio Ascoli. Pacini Editore, 2020.
- CHILLE 50. La durata è la forma di resistenza di un teatro,  AAVV Acquaviva – Ascoli – Brighenti – Corleone – Daniele – Fabbri – Martelli – Pascarella – Siliani. Prefazione Oliviero Ponte di Pino – Conclusioni Giulio Baffi, Pacini editore, 2023.